# Миннигалеев, Мингазетдин Галиаскарович
Мингазетдин Галиаскарович Миннигалеев (тат. Минһаҗетдин Галиәскәр улы Миңнегалиев; 1857—1932) — крестьянин, депутат Государственной думы IV созыва Самарской губернии.

## Биография
Татарин по национальности, мусульманин по вероисповеданию. Крестьянин из деревни Какре-Елга Масягутовской волости Бугульминского уезда Самарской губернии. Окончил медресе в родной деревне, официально имел лишь домашнее образование. По словам внука, Мингазетдин хорошо знал Коран и богословие, занимался писательством и переводами, а в начале XX века совершил хадж в Мекку и Медину. Отбыл воинскую повинность рядовым. Занимался земледелием и торговлей, владелец сельской бакалейной лавки. Мулла. Служил волостным старшиной. С 1897 года избран гласным Бугульминского уездного земского собрания. Член ревизионной комиссии земской управы. С 1898 года председатель волостного суда. Уполномоченный представитель от земства в воинском и раскладочном присутствиях. С 1905 года заведующий военно-конным участком. С 1907 член землеустроительной комиссии. Занимается сельским хозяйством на 25 десятинах надельной и 97 десятинах собственной земли, остальное недвижимое имущество оценено в 2 тысячи рублей.
25 октября 1912 года избран в Государственную думу IV созыва от общего состава выборщиков от Самарского губернского избирательного собрания. Вошёл в состав Мусульманской фракции. Большого участия в работе Думы не принимал, ни разу не выступал на ее заседаниях. 14 февраля 1917 года известил Думу, что не может выехать в Петроград в связи с болезнью.
В 1930 году в хозяйстве Миннигалеева было несколько коров, две лошади и 90 десятин земли, его имущество оценили в 198 рублей 95 копеек. И Мингазетдина Миннигалеева  раскулачили вместе с семьёй сына Галиаскара,  хотя Галиаскар не вёл с отцом общее хозяйство, а жил и работал пекарем в Бугульме. В семье Галиаскара было три девочки и два мальчика. По дороге трёхлетний внук Мингазетдина, Атлас, умер, его тело было оставлено на привокзальной площади Омска вместе с телами других погибших в пути. Семью Миннигалеева доставили Читинскую область на золотой прииск в посёлке Жарча, где поселили в бараки в двухэтажными нарами, земляным полом, без каких-либо перегородок, с  парашами, стоящими в бараке.
Внук Асхат Мингазетдинов стал свидетелем того, как в 1932 году его дед Мингазетдин читал молитву под наведённым на него наганом коменданта лагеря. В том же 1932 году Мингазетдин  Миннигалеев скончался в Жарче.

## Семья
- Жена — ?[1]. 
  - Сын — Галиаскар Минхазиевич Мингазетдинов[2].
  - И еще двое детей[1].

### Рекомендуемые источники
- Мингазетинов А. А. Миннигалеев Мингазетдин. К 100-летию Государственной Думы России и 150-летию члена IV-й Государственной Думы и памяти жертв политических репрессий. Уфа, 2006.
- Миннигалеев Мингазетдин Галиоскарович (1857 — ?) — депутат Государственной думы четвертого созыва от Самарской губернии // Мусульманские депутаты Государственной Думы России 1906-1917 гг.: Сб. док. и материалов. — Уфа, 1998. — С. 298.

### Архивы
- Российский государственный исторический архив. Фонд 1278. Опись 9. Дело 617.